# L'Homme à la figue
L'Homme à la figue est un tableau réalisé par le peintre français Simon Vouet vers 1615, pendant sa période romaine. De format vertical, cette huile sur toile est le portrait en buste d'un jeune homme travesti au sourire moqueur qui montre d'une main une paire de figues tout en faisant de l'autre un geste insultant nommé d'après ces fruits, le signe de la figue. Conservée depuis 1802 au musée des Beaux-Arts de Caen, à Caen, l'œuvre est depuis 2007 la propriété de cette ville du Calvados.